# Air Zimbabwe
Air Zimbabwe est la compagnie nationale d'aviation civile du Zimbabwe. Elle a succédé en 1980 à Air Rhodesia.
La compagnie d'Air Zimbabwe est localisée à l'aéroport international d'Harare (HRE). Elle a lancé en octobre 2012 un nouveau programme de vols pour reprendre ses opérations, y compris ses vols internationaux. La compagnie a par ailleurs acquis en 2012 deux Airbus A320 pour renouveler sa flotte. La compagnie figure sur la liste des transporteurs aériens interdits dans l'Union européenne.

## Histoire

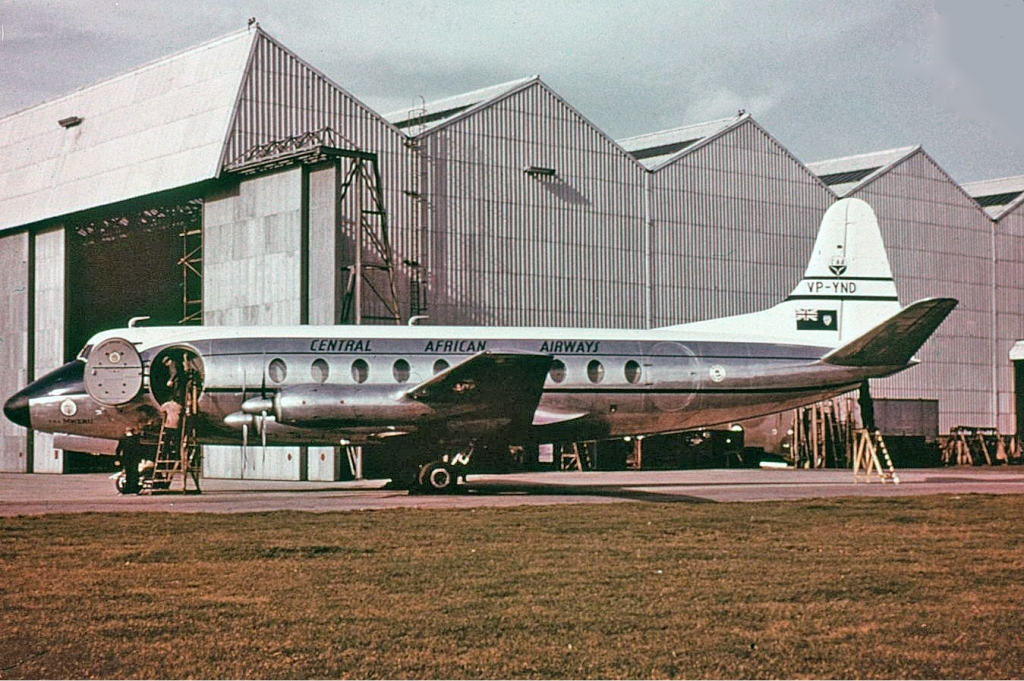
Vickers Viscount de la Central African Airways, ancêtre de Air Rhodesia et de Air Zimbabwe

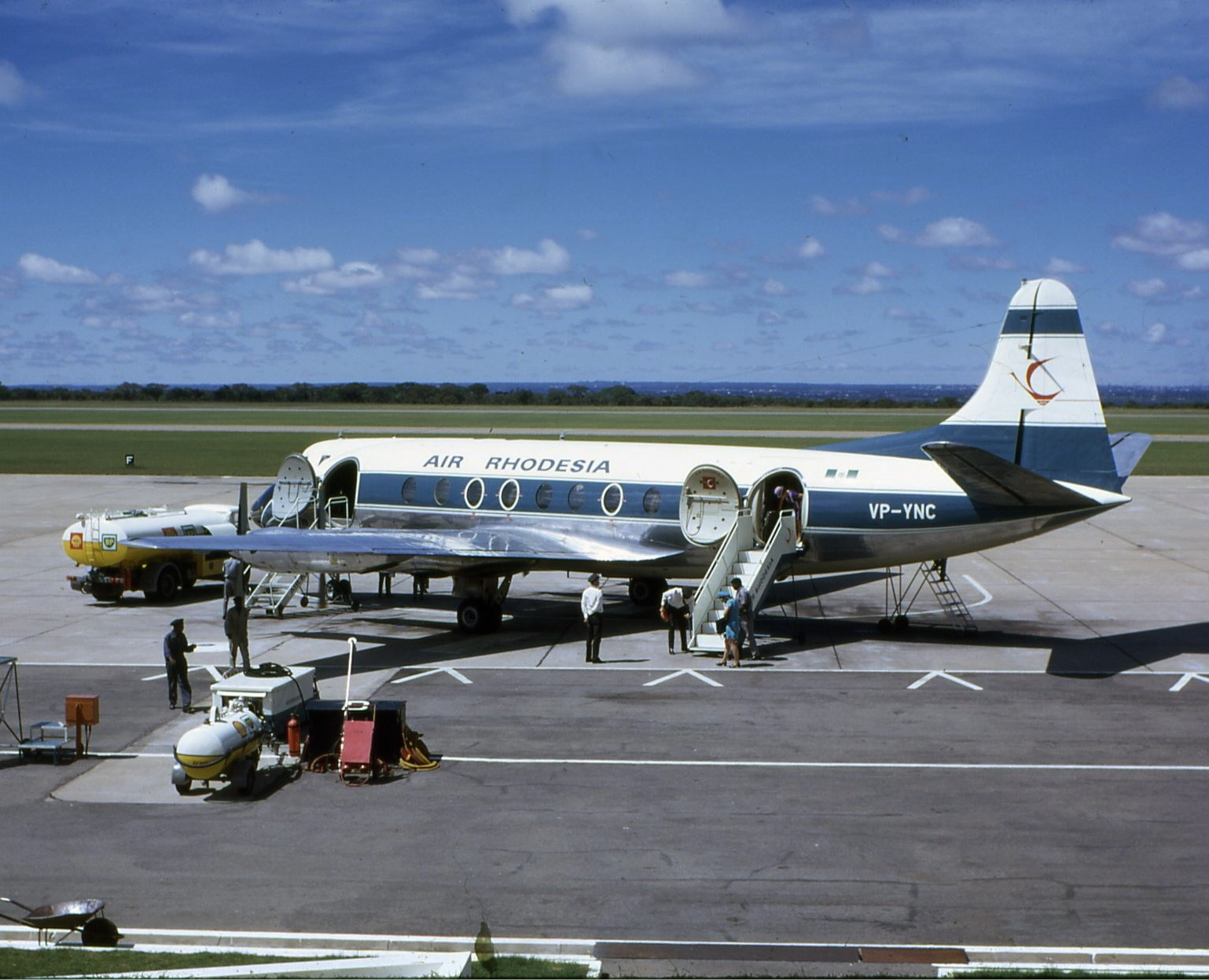
Vickers Viscount de Air Rhodesia en 1978

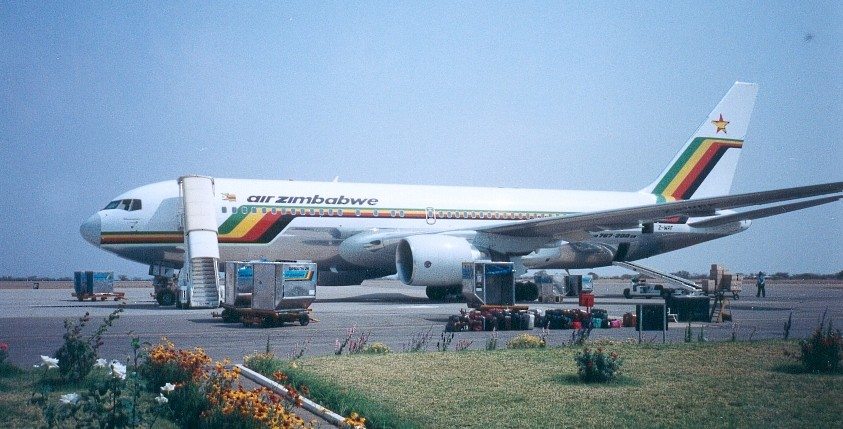
Un boeing 767 d'Air Zimbabwe à l'aéroport de Bulawayo

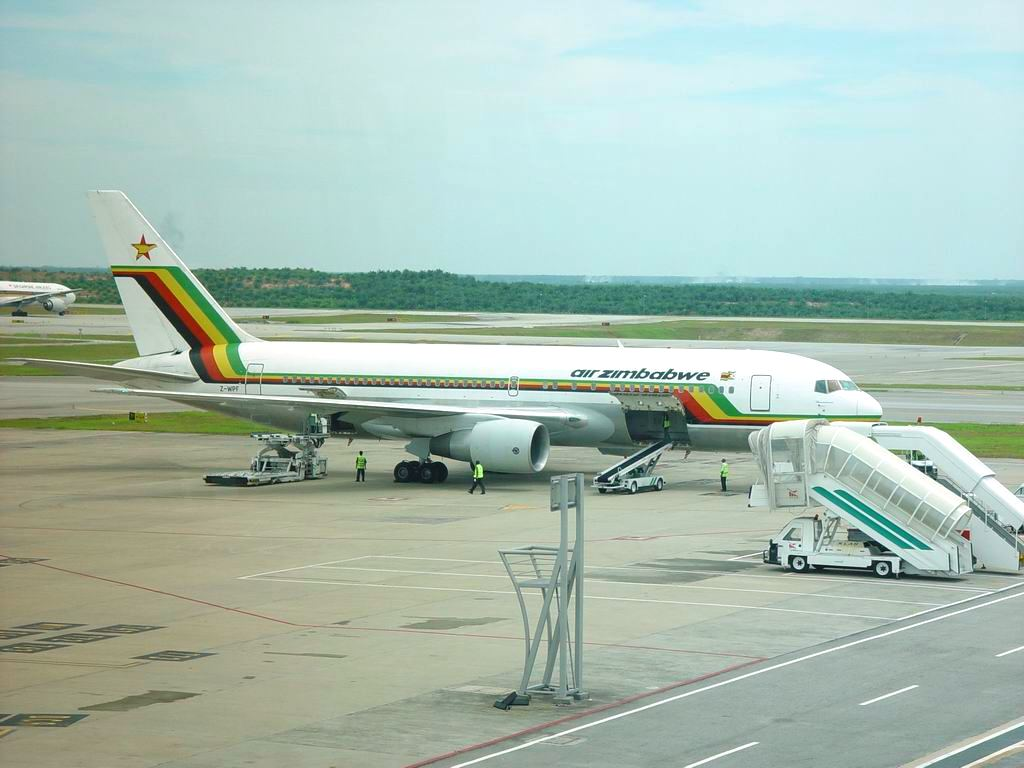
Boeing 767-200ER (Z-WPF) d'Air Zimbabwe à l'aéroport de Kuala Lumpur

La compagnie fut fondée le 1er septembre 1967 sous le nom de Air Rhodesia, la Rhodésie étant à l'époque le nom du Zimbabwe. Air Rhodesia succédait elle-même à la défunte Central African Airways Corporation. Air Rhodesia possédait une flotte composée de boeings 707, de Vickers Viscount et de Douglas C-47.

Durant la guerre menée par les groupes de libération noirs contre le gouvernement blanc de Ian Smith en Rhodésie, deux avions civils d'Air Rhodesia furent abattus en septembre 1978 et février 1979, peu de temps après leur décollage de l'aéroport du lac Kariba et de celui des Chutes Victoria causant à peu près 120 morts dont une dizaine achevée à la kalachnikov par les assaillants de la ZIPRA. En juin 1979, Air Rhodesia devint brièvement Air Zimbabwe Rhodesia.

Le 2 avril 1980, quelques jours avant même que le pays ne devienne le Zimbabwe, Air Rhodesia prenait le nom d'Air Zimbabwe et effectuait son premier vol commercial sous ce nom entre Salisbury et Londres. Les boeing 707 achetés à Lufthansa remplacèrent petit à petit les boeing 727 d'Air Rhodesia. La compagnie acheta aussi deux boeings 767.

La compagnie nationale d'Air Zimbabwe fut privatisée en 1997.

En 2003, la compagnie est au bord de la faillite, à la merci des banques internationales et des évènements nationaux et régionaux. En 2004, elle est brièvement suspendue par l'organisme de régulation international IATA à cause de ses impayés.

En novembre 2004, elle ouvre néanmoins une liaison vers la Chine via Singapour. En 2005, elle achetait deux MA-60 turboprop de la république populaire de Chine puis, en 2006, 5 Iliouchine Il-86 de la Russie.

En avril 2006, la fréquentation d'Air Zimbabwe a chuté de 1 million de passagers en 1999 à 230 000 en 2005.
En 2011, la compagnie prévoit l'achat d'A340-500 flambant neufs, à l'origine prévus pour Kingfisher Airlines et entreposés à Toulouse.
En mai 2011, la compagnie rencontre un premier problème important quand l'IATA suspend l'accès de la compagnie aux systèmes de réservation et de billetterie internationaux en raison du non-règlement de sa dette envers cette dernière.
Le 24 février 2012, Air Zimbabwe cesse ses opérations pour une durée indéterminée à cause de grandes difficultés. En effet, la compagnie est confrontée à une dette colossale de 140 millions de dollars, et l'un de ses avions avait même été bloqué sur un aéroport londonien pendant une semaine en raison de créances impayées. De plus, les pilotes de la compagnie ont fait au cours des mois précédents des grèves à répétition pour réclamer le paiement de leurs salaires et arriérés, provoquant l'annulation des vols. 
En mars, le gouvernement du Zimbabwe dissout Air Holdings Zimbabwe, propriétaire de la compagnie, et crée un nouveau groupe, Air Zimbabwe Private Limited, mesure visant à effacer l'ardoise de la compagnie aérienne et à tenter d'attirer des investisseurs étrangers pour reprendre celle-ci. 
La compagnie dans le coma n'assure pendant onze mois que des vols intérieurs, et de façon épisodique. Son état financier est par ailleurs qualifié de « désespéré », la compagnie affichant des pertes mensuelles importantes. 
En juin, la compagnie est accusée par l'IATA de non-respect des normes de sécurité internationales et est menacée d'interdiction d'exploitation dans le monde entier.
Le 23 octobre, la compagnie annonce un nouveau programme de vols, ainsi que la reprise des vols réguliers internationaux avec l'Afrique du Sud, devant mettre fin à la période d'inactivité de la compagnie.
En mars 2015, Air Zimbabwe a déclaré qu'il avait besoin d'une injection de nouveaux capitaux, notamment pour lui permettre d'améliorer son matériel et pour développer ses liaisons régionales et internationales.
Le 16 mai 2017, la Commission européenne inscrit la compagnie aérienne sur sa liste noire des compagnies aériennes faisant l’objet d’une interdiction ou de restrictions d’exploitation dans les aéroports de l’UE.
En déficit de 300 millions de dollars, la compagnie est placée sous administration judiciaire fin octobre 2018 et mise en vente avec un dépôt des offres clos à la date du 23 novembre.

## Flotte
La flotte actuelle active d'Air Zimbabwe se compose en 2023 de  :
- 1 Boeing 737
- 1 Embraer ERJ 145